# Жупанин Андрій Вікторович
Андрій Вікторович Жупанин (нар. 19 липня 1989, місто Виноградів, Закарпатська область, УРСР) — український юрист, політик. Народний депутат України IX скл, партія Слуга народу.

## Біографія
Андрій Жупанин народився 19 липня 1989 року у місті Виноградів, Закарпатської області. 
Батько - Жупанин Віктор Іванович, мати - Жупанина Валентина Андріївна. 

## Освіта та навчання
1996 - 1999 роки - навчався у ЗОШ №1 міста Виноградова.
1999 - 2006 роки - навчався у ЗОШ №8 міста Виноградова (закінчив із "золотою" медаллю).
2006 - 2010 роки - навчався на юридичному факультеті Ужгородського національного університету (диплом бакалавра права, з відзнакою).
2010 - 2012 роки - навчався на юридичному факультеті КНУ ім. Шевченка (диплом магістра права, з відзнакою).
2014 - 2015 роки - навчався на юридичному факультеті Лейденського університету (Нідерланди), (диплом магістра міжнародного цивільного та комерційного права, з відзнакою). 
2022 - 2024 роки - навчався на програмі Executive MBA у London Business School (диплом магістра бізнес адміністрування).
У 2009, 2010 та 2012 роках ставав переможцем загальнонаціонального стипендіального конкурсу «Завтра UA».
У 2010 році зайняв 3 місце на Всеукраїнському конкурсі для студентів-правників, організованому міжанородною юридичною фірмою DLA Piper. 
У 2014 році отримав ґрант на навчання за кордоном від стипендіальної програми "Всесвітні Студії".
У 2022 році став переможцем Marshall Memorial Fellowship, стипендіальної програми від The German Marshall Fund. 

## Кар'єра
Лютий 2011 року - двохтижневе стажування у київському офісі міжнародної юридичної фірми DLA Piper. 
Березень 2011 - лютий 2012 року - помічник адвоката в адвокатському бюро (адвокати Шкелебей Олександр Васильович та Касько Віталій Вікторович).
Лютий 2012 - серпень 2014 року - помічник юриста, молодший юрист в юридичній фірмі Sayenko Kharenko (практика корпоративного права).
Вересень 2015 - серпень 2017 року - юрист в юридичній фірмі Sayenko Kharenko (практика корпоративного права).
Був засновником та керівником ТОВ «Перші українські послуги» та «Оушен ЮЕЙ».
Вересень 2017 - серпень 2019 року - старший юрист київського офісу міжанородної юридичної фірми DLA Piper (практика корпоративного та антимонопольного права).
У липні 2019 року обраний народним депутатом IX скл. від партії «Слуга народу», № 110 у списку. Склав присягу народного депутата України 29 серпня 2019 року.

## Робота у Верховній Раді України (IX скл.)
Член Комітету з питань енергетики та житлово-комунальних послуг, голова підкомітету з питань газової, газотранспортної галузі та політики газопостачання.
Автор ряду законів, що сприяли та сприяють розвитку енергетичної галузі в Україні, зокрема:
- Закону 264-IX щодо відокремлення діяльності з транспортування природного газу, яким було закладено правову основу для реалізації вимог законодавства ЄС та створення незалежного державного оператора газотранспортної системи України.
- Закону 1850-IX щодо запровадження на ринку природного газу обліку та розрахунків за обсягом газу в одиницях енергії, прийнятого для гармонізації вимог українського та європейського законодавства у сфері використання природного газу,
- Закону 1820-IX щодо розвитку виробництва біометану в Україні, яким закладено правові основи для виробництва відновлюваного аналога природного газу - біометану.
- Закону 2850-IX щодо сертифікації оператора газосховищ України, що дозволив державному підприємству Укртрансгаз отримати повноцінний доступ до газового ринку ЄС.
- Закону 3220-IX щодо відновлення та "зеленої" трансформації енергетичної системи України, яким закладено правові основи для модернізації української енергосистеми в умовах війни.
З жовтня 2019 року - співголова групи з міжпарламентських зв'язків з Нідерландами.
З квітня 2023 року - голова міждепутатського об'єднання «Об'єднані заради відновлення — United for Recovery».
Автор та ведучий власного YouTube каналу "Андрій Жупанин", створеного для популяризації української енергетики.

## Родина
- Віктор Іванович Жупанин - батько.
- Валентина Андріївна Жупанина - мати.
- Богдана Костянтинівна Жупанина (до шлюбу Тарасик) — дружина[17]